# Roland Rohlfs

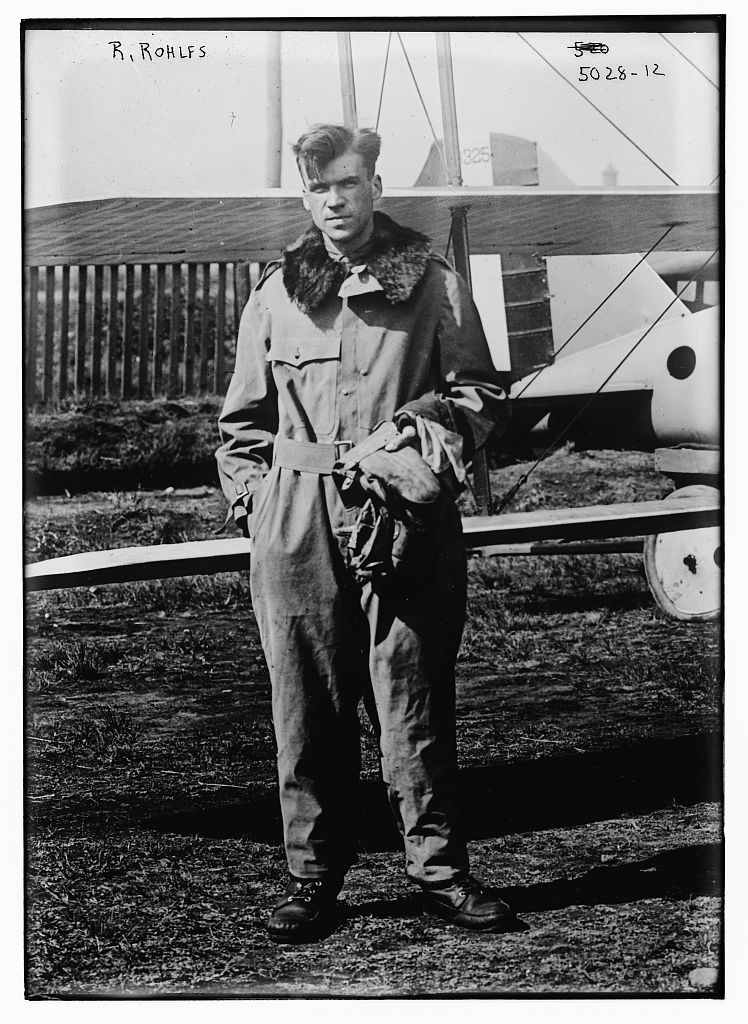
Roland Rohlfs, 1919

Roland Rohlfs (* 10. Februar 1892 in Buffalo, New York; † 22. März 1974) war ein US-amerikanischer Testpilot. 
Rohlfs war der Sohn des Möbeldesigners Charles Rohlfs und der Kriminalschriftstellerin Anna Katharine Rohlfs. Sein Bruder Sterling Rohlfs (* 18. Mai 1887 in Brooklyn, Kings, New York; † 1928 in Toluca) war ebenfalls Testpilot, er starb 1928 bei einem Flugzeugabsturz.
Roland Rohlfs testete 1918 ein Wasserflugzeug namens „Dunkirk Fighter“ für die Curtiss Airplane Company. 1919 überschritt er im Dreidecker „Curtiss L-3“ als erster die Grenze von 10.000 m Höhe und stellte mit 34.610 Fuß (bei einer Außentemperatur von −44 °C) einen Weltrekord auf.